# Neoholopogon
Neoholopogon is een vliegengeslacht uit de familie van de roofvliegen (Asilidae).

## Soorten
- N. loewi Joseph & Parui, 1989